# 13852 Ford
13852 Ford eller 1999 XM96 är en asteroid i huvudbältet som upptäcktes den 7 december 1999 av LINEAR i Socorro County, New Mexico. Den är uppkallad efter Ralph Ford.
Asteroiden har en diameter på ungefär 4 kilometer.